# Chrysochlorina albipes
Chrysochlorina albipes är en tvåvingeart som beskrevs av James 1939. Chrysochlorina albipes ingår i släktet Chrysochlorina och familjen vapenflugor. Inga underarter finns listade i Catalogue of Life.